# トビーネイション
トビーネイション (Tobynation) は、日本のミュージシャン、DJ。主にテクノに分類される曲を作成ならびにDJプレイで用いる。ドイツのテクノシーンとの関わりが深く、それに関連してテクノ外交官のニックネームを持つ。

## 経歴
1980年代後半から世界各地を放浪していた中、オーストラリア在住中の1990年にテクノに触れ、その後ドイツへ渡った。かつてイビサ島で知り合ったドイツ人DJ、DJオラフを通じてスヴェン・フェート、マーク・スプーンらドイツのテクノシーンの中心人物と知り合いになり、同国のシーンに深く関わっていくようになる。この頃から、マイク・ヴァン・ダイクとの親交が始まっている。またドイツのテクノシーンを日本にも多く紹介している。ラブパレードを日本に最初に紹介した人物であるといわれる。
1993年から自身もDJとしての活動を始める。当初はDJ Toby名義での活動である。後にマイク・ヴァン・ダイクにトビーネイションのあだ名が付けられ、これもアーチスト名として使用するようになっている。DJ活動の傍ら、ドイツを中心にヨーロッパのテクノDJを日本に次々と招聘し、これらの活動から冒頭のニックネームが付けられるようになった。
マイク・ヴァン・ダイクに石野卓球や電気グルーヴを紹介し、電気グルーヴの虹をドイツのレコードレーベルMFSからリリースするのを手伝ったこともある。また、2010年11月に来日していたマイクをPerfumeの東京ドーム公演に誘い、その模様がインターネット上で話題になった。